# Crest-Voland
Crest-Voland – miejscowość i gmina we Francji, w regionie Owernia-Rodan-Alpy, w departamencie Sabaudia.
Według danych na rok 1990 gminę zamieszkiwało 395 osób, a gęstość zaludnienia wynosiła 40 osób/km² (wśród 2880 gmin regionu Rodan-Alpy Crest-Voland plasuje się na 1238. miejscu pod względem liczby ludności, natomiast pod względem powierzchni na miejscu 1129.).

## Współpraca
Miejscowość partnerska:
- Frameries, Belgia